# 12151 Oranje-Nassau
12151 Oranje-Nassau (tên chỉ định: 1220 T-1) là một tiểu hành tinh vành đai chính. Nó được phát hiện bởi Cornelis Johannes van Houten, Ingrid van Houten-Groeneveld, và Tom Gehrels ở Đài thiên văn Palomar ở Quận San Diego, California, ngày 25 tháng 3 năm 1971. Nó được đặt theo tên William I, "The Silent", Prince of Orange.